# Altolamprologus
Altolamprologus là một chi nhỏ cá hoàng đế đặc hữu của hồ Tanganyika ở miền đông châu Phi. Chúng sinh sống ở khu vực hồ với số lượng lớn đá, thường xuyên nhất tại chiều sâu 2-10 mét. Hai loài được mô tả chính thức trong chi này.

## Loài
Hiện tại có hai loài được công nhận trong chi này:
- Altolamprologus calvus (Poll, 1978)
- Altolamprologus compressiceps (Boulenger, 1898)